# Gunnar Ahlström
För konstnären, se Gunnar Ahlström (konstnär). För direktören, se Gunnar Ahlström (företagsledare).
Gustaf Gunnar Ahlström, född  25 november 1906 i Göteborg, död 5 juli 1982 i Stockholm, var en svensk litteraturhistoriker och dramatiker. Han var son till Gustaf Ahlström och bror till Carl Gustaf Ahlström.

## Biografi
Föräldrar var professor Gustaf Ahlström och Hildegard Wennerholm. Han disputerade 1937 vid Lunds universitet och var direkt därefter verksam som docent där i litteraturhistoria med poetik. Han var 1955–1971 avdelningsdirektör vid Svenska Institutet i Stockholm.
Ahlström var främst inriktad mot nyare nordisk litteratur varvid han ofta anlade sociologiska aspekter på sina studier, som Georg Brandes Hovedstrømninger (1937), Den underbara resan – En bok om Selma Lagerlöfs Nils Holgersson (1942). Han framträdde även som dramatiker med Beredskap (1941, uppförd samma år på Göteborgs stadsteater, 1942 på Dramatiska teatern) och Jubileum (1942, uppförd på Göteborgs stadsteater samma år).

## Priser och utmärkelser
- 1966 – Östersunds-Postens litteraturpris
- 1974 – Schückska priset